# Project Smeta CS
Project Smeta CS - программная система, предназначенная для определения стоимости разработки проектно-сметной документации и стоимости инженерных изысканий для строительства.

## Состав программы
Нормативная база предоставлена:
- ОАО ЦЕНТРИНВЕСТпроект
- ФГУП ПНИИИС

Расчетная часть осуществляется по:
- Методическое пособие по определению стоимости инженерных изысканий для строительства
- Общие указания по применению СБЦ на проектные работы для строительства

Печать выходных документов происходит по следующим формам:
- МДС 81-35.2004
- Методическое пособие по определению стоимости инженерных изысканий для строительства.

## Состав нормативной базы
- Действующие отраслевые и специализированные разделы Сборника цен на проектные работы для строительства, издания 1987—1990 гг. (СЦ).
- Справочники базовых цен на проектные работы для строительства, издания 1994—1999 гг. (СБЦ)
- Справочники базовых цен на проектные работы для строительства, издания с 1999 г.по настоящее время (СБЦ)
- Справочники базовых цен на изыскательские работы
- Сборники базовых цен на проектные работы в городе Москве

## Методы расчета
- На основе натуральных показателей
- По себестоимости работ, на основании:

1. зарплаты основных исполнителей
2. время занятости исполнителей
3. количество исполнителей

- Высокая скорость поиска по атрибутам (названию, виду, индексу, номеру, наименованию организации, принявшей документ, а также по ключевым словам, датам ввода, утверждения и т. д.).
- От общей стоимости строительства